# Marele Șarpe
Marele Șarpe  (titlul original: în germană Chingachgook, die große Schlange) este un film dramatic est-german, 
realizat în 1967 de regizorul Richard Groschopp, bazat pe motive din romanul Vânătorul de cerbi cu eroul său Ciorap-de-piele, de scriitorul american James Fenimore Cooper, protagoniști fiind actorii Gojko Mitić, Rolf Römer, Helmut Schreiber și Jürgen Frohriep.

## Distribuție
- Gojko Mitić – Chingachgook, Marele Șarpe
- Rolf Römer – Vânătorul de cerbi
- Helmut Schreiber – Tom Hutter
- Jürgen Frohriep – Harry Hurry
- Lilo Grahn – Judith Hutter
- Andrea Drahota – Wahtawah
- Johannes Knittel – Gespaltene Eiche (Stejarul-despicat)
- Adolf Peter Hoffmann – Căpetenia Delaware
- Heinz Klevenow jr. – Pfeilspitze (Vâf-de-săgeată)
- Milan Jablonský – Flinker Elch (Elanul-sprinten)
- Horst Preusker – căpitanul Warley
- Rudolf Ulrich – caporalul englez
- Karl Zugowski – sublocotenentul Thornton
- Günter Schaumburg – Roter Büffel (Bizonul Roșu)

## Literatură
- Cooper, James Fenimore, Vânătorul de cerbi, București, 1960: Editura Tineretului, p. 480